# Sololá
Sololá é um dos 22 departamentos da Guatemala, país da América Central, sua capital é a cidade de Sololá.

## Municípios
1. Concepción
2. Nahualá
3. Panajachel
4. San Andrés Semetabaj
5. San Antonio Palopó
6. San José Chacayá
7. San Juan La Laguna
8. San Lucas Tolimán
9. San Marcos La Laguna
10. San Pablo La Laguna
11. San Pedro La Laguna
12. Santa Catarina Ixtahuacan
13. Santa Catarina Palopó
14. Santa Clara La Laguna
15. Santa Cruz La Laguna
16. Santa Lucía Utatlán
17. Santa María Visitación
18. Santiago Atitlán
19. Sololá